# Guy Le Bouteiller
Guy Le Lebouteiller (nacido en 1403, fallecido el 13 de noviembre de 1438) fue el gobernador de la ciudad de Ruan, que ejerció de comandante general durante el sitio de esta ciudad. Se casó con Catalina De Gavre-d'Escornaix en 1419, el año en que finalizó el asedio y fue nombrado lord poco después. En 1425 nació su primer y único hijo, Guy II Le Bouteillier. Guy padre murió en 1438.